# Dinitrotoluen

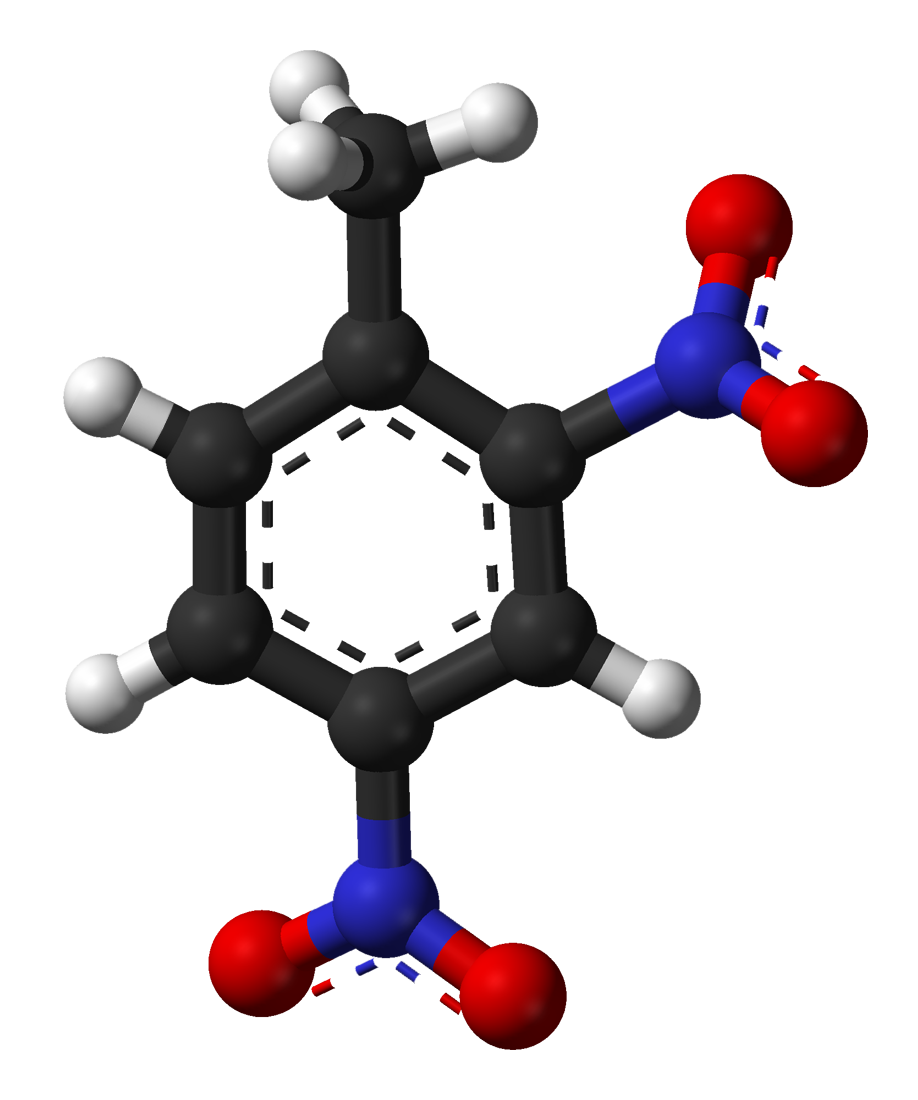
model molekuly dinitrotoluenu

Technický dinitrotoluen (DNT) je směs několika izomerů – 2,4-dinitrotoluenu a 2,6-dinitrotoluenu. Je to žlutá amorfní látka, rekrystalizací z acetonu vznikají jehlicovité žluto-bílé krystaly. Teplota tání je 54 až 56 °C. Je nerozpustný ve vodě, ale rozpustný ve většině organických rozpouštědel. Připravuje se reakcí mononitrotoluenu se směsí koncentrované kyseliny sírové a dusičné nazývané nitrační směs. Má vlastnosti slabé výbušniny – kvůli slabé detonační schopnosti se samotný jako výbušnina nepoužívá, používá se jako složka některých směsných trhavin nebo jako surovina pro přípravu rozšířené trhaviny TNT (trinitrotoluen).
2,4-dinitrotoluen je karcinogen používaný jako plastifikátor při výrobě výbušnin nebo meziproduktu pro výrobu polyuretanových pěn, toluendiisokyanátu. V lednu 2010 byl Evropskou agenturou pro chemické látky zařazen na kandidátský seznam nebezpečných látek vzbuzujících mimořádní obavy pro autorizaci dle směrnice REACH.